# جواو فونسيكا (لاعب تنس)
جواو فونسيكا (مواليد 21 أغسطس 2006) لاعب تنس برازيلي محترف، وصل ترتيبه في تصنيف لاعبي التنس للرقم 54 عالميا (الأعلى له) في 30 يونيو 2025، وفاز بلقب فردي واحد في جولة اتحاد لاعبي التنس المحترفين في بطولة الأرجنتين المفتوحة 2025، وتصنيفه هو الأعلى ضمن لاعبي كرة المضرب البرازيليين حاليا.